# Ūruz
Cette page contient des caractères spéciaux ou non latins. S’ils s’affichent mal (▯, ?, etc.), consultez la page d’aide Unicode.
Ūruz est la deuxième rune du Futhark et de la famille de Fehu / Fraujaz / Freyr. Elle est précédée de Fehu et suivie de Thurisaz. Son nom signifie « aurochs » en proto-germanique. Elle est nommée úr en vieux norrois (« pluie », « scories ») et ur en anglo-saxon (même sens qu’en proto-germanique).
Le Codex Vindobonensis 795 donne un nom de lettre correspondant dans l’alphabet gotique sous la forme uraz (𐌿), restitué en gotique comme urus. Une autre possibilité de reconstruction est *Ūram au sens d’« eaux », sous-tendu par les noms norrois.
Cette rune notait à l'origine le son [u].
Elle a donné naissance à la rune yr, 27e rune du Futhorc, dont la graphie est proche. Son sens n’est pas clairement connu (peut-être « arc »). Sa prononciation est [y] ; ce son n’existant pas dans les autres langues germaniques occidentales de l’époque, seul l’anglo-saxon a développé cette rune.

## Poèmes runiques
Les trois poèmes runiques décrivent cette rune, appelée Úr partout :
| Poème runique | Traduction en français |
| --- | --- |
| Vieux norvégien ᚢ Úr er af illu jarne; opt løypr ræinn á hjarne.                                                   | Les scories viennent du mauvais fer; le renne court souvent sur la neige gelée.                                                                                  |
| Vieux norrois ᚢ Úr er skýja grátr ok skára þverrir ok hirðis hatr. umbre vísi                                      | La pluie est la lamentation des nuages et la destruction de la moisson de foin et l’abomination du berger.                                                       |
| Vieil anglais ᚢ Ur byþ anmod ond oferhyrned, felafrecne deor, feohteþ mid hornum mære morstapa; þæt is modig wuht. | L’auroch est fier et possède de grandes cornes ; bête sauvage et dangereuse, il combat avec ses cornes ; grand soldat des landes, c’est une créature courageuse. |